# واسیلی چهارم

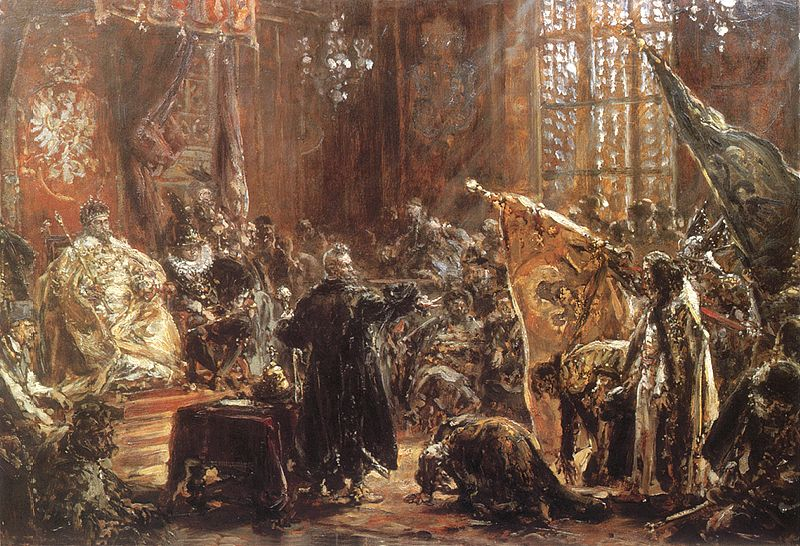
تزارشوئیسکی در Sejm ورشو Sejm

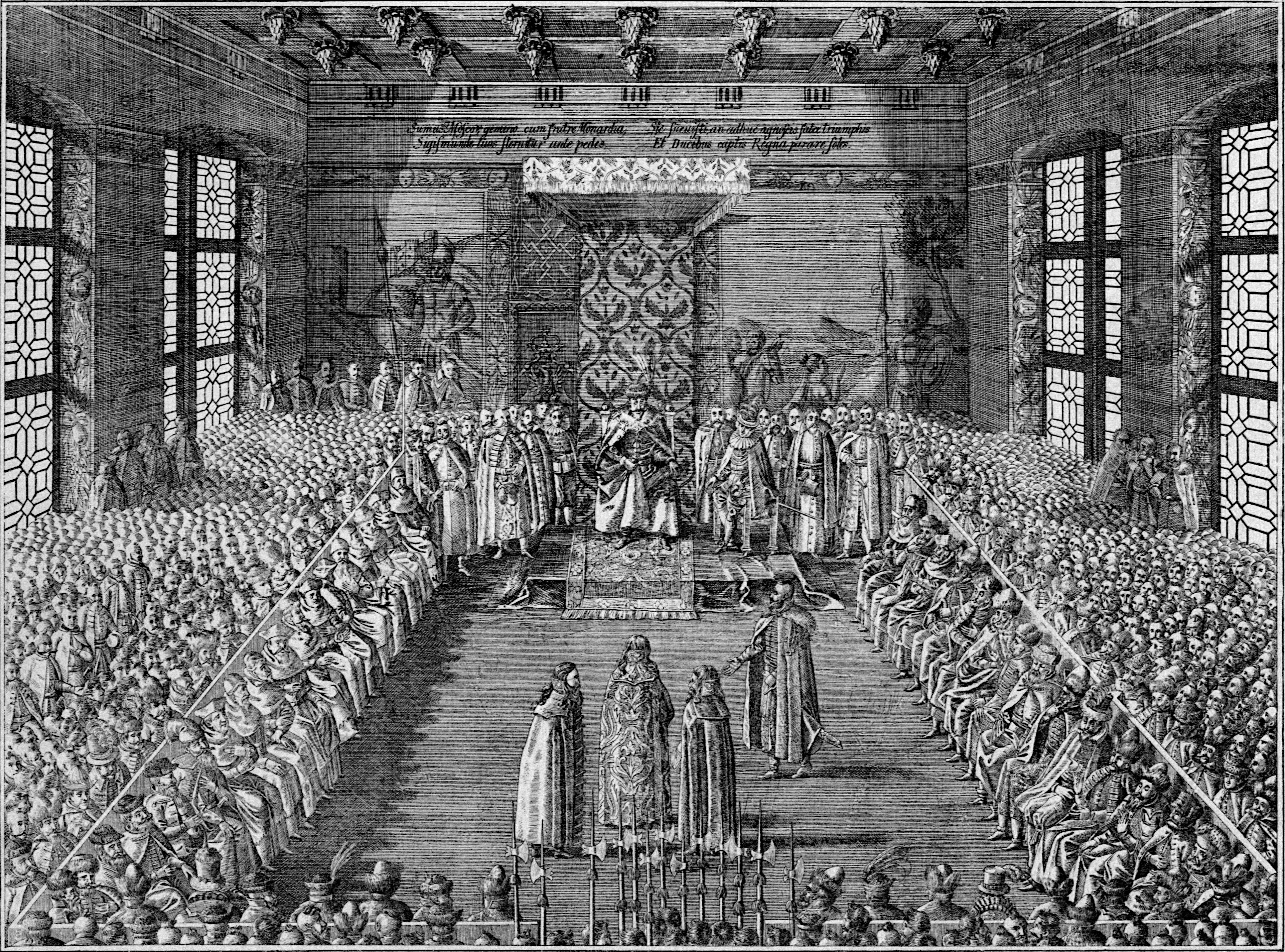
تزار شوئیسکی همراه برادرانش در ورشو Sejm on 29 October 1611 engraved by Tomasz Makowski after lost picture of Tommaso Dolabella

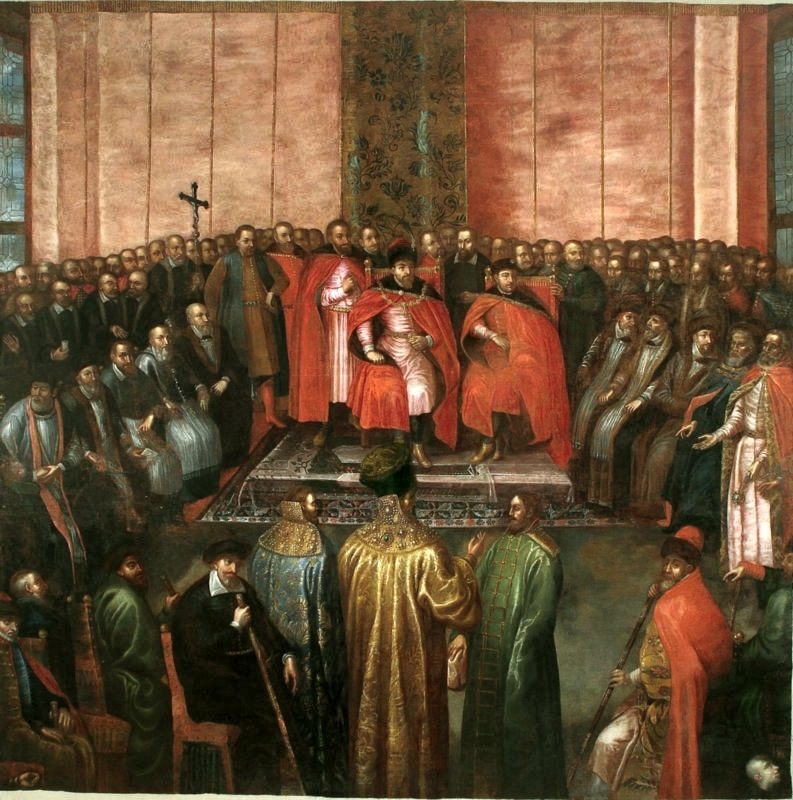
ارائه تزار Shuisky با برادران در Sejm ورشو در 29 اکتبر 1611 Warsaw Sejm on 29 October 1611, copy after Tommaso Dolabella(?) from Pidhirtsi Castle collection

واسیلی چهارم روسیه بین سال‌های ۱۶۰۶ تا ۱۶۱۰ پس از قتل دیمیتری به عنوان تزار روسیه انتخاب شده بود که سلطنت او به علت وجود مشکلات زیاد مملکتی سقوط کرد.

## زندگینامه
ایوان آندریویچ شوئیسکی معروف به واسیلی ایوانوویچ شوئیسکی که او از شاهزادگان nizhny novgovod و از نسل شاهزاده rurik varangian بود. او یکی از برجسته‌ترین بوگرهای boger تزار روسیه در طول سلطنت اولین فئودور و بوریس گودانور بود.او از کسانی بود که در توطئه‌های دادگاه دیمیتری شوئیسکی و برادرش که باهم می جنگیدند نقش داشت. او از طرف تزار بوریس به صورت مخفیانه دستور گرفت تا به شهر اوگلیچ برود تا علت مرگ تزار دیمیتری ایوانوویچ که جوانترین پسر ایوان مخوف را کشف کند ، که در شهر اوگلیچ به طرز مشکوکی جان خود را از دست دادبود. و شوئیسکی پس از تحقیقاتش اعلام کرد که مرگ دیمیتری یک خودکشی بوده‌است.هر چند شایعات زیادی مبنی بر اینکه دیمیتری ترور شده وجود داشت.بعضی گمان‌ها وجود داشت که دیمیتری از ترور جان سالم به در برده و پسر دیگرش در آنجا ترور شده‌است.شوئیسکی در تلاش برای بدست آوردن تاج و تخت بود و با جعل هویت خویش طوری وانمود می‌کرد که دیمیتری واقعی است و برای این کار برنامه‌ریزی فوق العادی کرده بود.شوئیسکی که مدعی شده بود دیمیتری واقعی است و با داشتن دلیل بر اینکه پسر تزار خودکشی کرده‌است در می ۱۶۰۶ و پس از اخبار عمومی که منتشر شده بود مبنی بر اینکه دیمیتری واقعی کشته شده‌است به رسمیت شناخته شد. وپیروان شوئیسکی در ۱۹ می ۱۶۰۶ او را به عنوان تزار معرفی کردند .اما به‌طور کلی او در میان عموم مردم به رسمیت شناخته نشدو حتی در خود مسکو قدرت چندانی نداشت. و فقط در بین چند boger به رسمیت شناخته شد و آن هم به این دلیل بود که آن‌ها کسی را برای جایگزینی در حکومت نداشتند.اما پسر عموی شوئیسکی که اسکوپین شوئیسکی نام داشت از محبوبیت بیشتری برخوردار بود و او فرماندهی یک ارتش کوچک در روسیه و یک ارتش سوئدی را بر عهده داشت ویک راهب ساخته شده بود .سرانجام شوئیسکی به همراه دو برادرش به وارسا در لهستان رفت و در آنجا توسط استانیسلاس دستگیر شد و روانه زندان شد و پس از مدتی در سال ۱۶۱۲ در گذشت. و در سال ۱۶۵۳ پس از پیمان پولیا نووگا بقایای واسیلی به مسکو بازگردانده شد و برای همیشه در کلیسای جامع مسکو آرمید.

## ازدواج
واسیلی شوئیسکی دو بار ازدواج کرده بود که اولین همسرش النا میخائیلو نام داشت که قبل از به قدرت رسیدن واسیلی درگذشت و دومین ازدواج وی بعد از تاج گذاریش با شاهزاده اکاترینابای نوسوا بود .آنها دو دختر به نام‌های آنا و آناستاسیا داشتند که در سال‌های اولیه به حکومت رسیدن واسیلی مردند و در صومعه قدیمی در کرملین دفن شدند . خانه شویسکی نیز چند سال بعد از مرگ او در سال ۱۶۳۸ نابود شد.